# Sjeverna Europa
Sjeverna Europa je prostor koji obuhvaća 11,9 % ukupne površine Europe, odnosno 1 258 100 km2. Na ovom prostoru živi oko 23 900 000 stanovnika, što čini 3,4 % ukupne europske populacije.
Sjevernu Europu sačinjavaju Island, Norveška, Švedska, Finska, Danska, Litva, Latvija i Estonija.

## Geografski položaj
Sjeverna Europa obuhvaća dva velika poluotoka, Jylland i Skandinaviju, otoke Island i Grenland te baltičke priobalne prostore. Zemljopisni položaj na krajnjem sjeveru rezultirao je prirodno nepovoljnim uvjetima za život.
Za razliku od Sjevernog i Norveškog mora, u Baltičko more ne pritječe topla Golfska struja pa su njegovi sjeverni dijelovi zaleđeni više mjeseci. Do velikih geografskih otkrića ta regija je bila izolirana od ostalog dijela Europe. Otkrićem Amerike povećava se prometna važnost mora koje oplakuju, osobito nakon otkrivanja nafte i plina. Sjeverno more uskoro je postalo važno prometno more Europe, čemu pridonose morski kanali i tjesnaci (Kattegat, Skagerrak, Oresund, Veliki i Mali Belt). Prekopavanjem Kielskog kanala znatno je skraćen put od Sjevernog do Baltičkog mora, a Jylland je postao umjetno stvoren otok.

### Prirodno-geografska obilježja
Veći dio reljefa sjeverne Europe nastao je u prekambriju i paleozoiku, tj. pripada prastaroj Europi. Možemo izdvojiti 3 veće reljefne cjeline. To su staro gromadno Skandinavsko gorje, istočno je Baltički štit, a pribaltički je prostor u osnovi Ruska ploča. Na njoj se danas prostiru nizine čije su naslage mlađeg postanka, iz mezozoika i kenozoika. Nizinski je prostor i poluotok Jylland.
Na izgled reljefa najveći su utjecaj imali ledenjaci. Tijekom ledenog doba to je područje bilo središte zaleđivanja. Ispod ledenog pokrova nakupljalo se stijenje različite veličine (od čestica prašine do velikih blokova), koje je led izgrebao s podloge i pokupio sa strana. Veličina pojedinog komada ovisila je o tvrdoći stijene, ali i o tome koliko je dugo bio izložen radu ledenjaka. Nakupine stjenovitog materijala nazivaju se morene.
Oblici koji su nastali u reljefu radom ledenjaka su ledenjačka jezera i doline, fjeldovi i fjordovi. Ledenjačka jezera nastala su otapanjem ledenjaka u stvorenim udubljenima iza završne morene. Velikim brojem takvih jezera ističe se Finska. Ledenjačke doline imaju oblik slova U. Otapanjem ledednjaka njihovim dnom protječu rijeke, a mnoge od njih potopljene su podizanjem morske razine nakon posljednje odledbe. Na taj način stvoreni su uski, dugi i duboki morski zaljevi strmih strana, koji se nazivaju fjordovi. Norveška obala ističe se brojnim fjordovima. Često uz fjord i ledenjačke doline nalazimo ogoljele prostrane visoravni fjeldove.
Island je najvećim dijelom građen od vulkanskih stijena. Osim što na tom otoku još ima aktivnih vulkana, prirodna atrakcija su brojna sumporna i topla vrela i gejziri.
Na klimu sjeverne Europe, osim geografske širine i nadmorske visine, velik utjecaj imaju i raspodjela kopna i mora te Golfska struja i zapadni vjetrovi. Pod utjecajem Golfske struje i zapadnih vjetrova južne i zapadne obale Islanda te norveške obale nikada se ne zaleđuju, a utjecaj toplog zraka osjeća se i u unutrašnjosti (koliko to reljefne zapreke dopuštaju). Umjereno topla klima prevladava na Jyllandu, obalnom prostoru Norveškog mora te jugu Skandinavskog poluotoka i Islanda, s time da postoji razlika u ljetim temperaturama. Sjeverni prostoru imaju umjereno toplu klimu sa svježim ljetom, a na Jyllandu i jugu Skandinavskog poluotoka umjereno je topla klima s toplim ljetom. Unutrašnjost Skandinavije te sjeverni obalni prostori Baltičkog mora imaju umjereno kontinentalnu klimu sa svježim ljetima i dugim, hladnim zimama. Samo krajnji sjeverni dijelovi imaju Polarnu klimu.
Regija je iznimno bogata gustim crnogoričnim šumama (tajgama). Krajnji sjever prekrivaju biljne zajednice mahovina i lišajeva, tj.tundre. Reljef i klima utječu na riječnu mrežu. Skandinavski poluotok ima kratke i brze rijeke s velikim padom i mnogo vode, tako da su pogodne za hidroenergetsko korištenje, a rijeke pribaltičkog prostora duže su i sporije. Većina rijeka koristi se za splavarenje drveta, osobito u proljeće nakon zimske sječe, a neke od njih (one u nizinskom prostoru) za plovidbu.

## Stanovništvo
Prosječna naseljenost regije iznosi 21 st/km2, što znači da je sjeverna Europa najrjeđe naseljena regija na našem kontinentu. Rijetka naseljenost posljedica je nepovoljinh prirodnih uvjeta. Najgušće je naseljena Danska (124 st/km2) koja ima najpovoljinje prirodno-geografske uvjete za život. Na Skandinavskom poluotoku najgušća je naseljenost na jugu i uz obale, tj. na prostoru koji je klimatski i reljefno najpovoljniji te pruža dobru osnovu za razvoj gospodarstva.
Pribaltičke države imaju izražen prirodni pad stanovništva, iseljavanje je intenzivno zbog lošeg gospodarskog stanja. Predviđa se da će u skoroj budućnosti doći do smanjenja broja stanovništva. Sve nordijske države, osim Švedske, bilježe pozitivnu prirodnu promjenu. Zanimljivo je da nešto udaljeniji Island na kojem je tek nedavno završio proces demografske tranzicije.
Islanđani, Šveđani, Norvežani i Danci priradaju germanskoj skupini naroda, a Finci i Estonci ugrofinskoj. S obzirom na jezik Litavci i Letonci su pripadnici baltičke grupe jezika unutar indoeuropske porodice. Stanovništvo je pretežito protestantske vjeroispovijesti, osim u Litvi gdje prevladavaju rimokatolici.

## Gospodarstvo
Nordijske države, za razliku od pribaltičkih, spadaju u sam vrh svjetske gospodarske razvijenosti (o čemu dovoljno govori nacionalni dohodak po stanovniku). Dugo razdoblje mira, društvene stabilnosti i izvrsne organiziranosti uvjetovalo je visoku razvijenost nordijskog prostora. Iako prirodna osnova ne pruža velike mogućnosti, one su odlično iskorištene. Poljoprivrednom proizvodnjom se posebno ističe Danska. Islanđani, Norvežani i Danci ostvaruju ponajveći ulov ribe u Europi. Zbog pretjeranog izlova u novije doba pronalaze se novi načini ribarstva. Islanđani su uveli stroge kontrole dnevnog ulova, a Norvežani pokrenuli morska riblja tovilišta. 
Finska i Švedska uvrštavaju se u najbogatije države svijeta s obzirom na prirodno šumsko bogatstvo. Pritom su te države razvile visoku tehnologiju u obradi drveta koja je osnova raznovrsnim drvno-prerađivačkim industrijama. Otkriće nafte i zemnog plina u Sjevernome moru donijelo je goleme zarade Norveškoj i učinilo je velikim svjetskim izvoznikom nafte. Švedska je do prije desetak godina bila pojam najrazvijenije zemlje u Europi, ali nekoliko zemalja uspjelo ju je dostići. Bogatsvo željezne rude, šuma i vode potaknulo je razvoj švedske u prošlosti. Švedski čelik je dugo bio pojam visoke kakvoće. Sjeverna Europa ima razvijenu poljoprivredu. Danska je izvoznik svinjskog mesa, mesnih konzervi, mliječnih proizvoda i jaja.
Države Skandinavskog poluotoka za dobivanje električne energije najviše koriste hidroenergiju i termalnu energiju. Island se posebno ističe upotrebom geotremalnih izvora za grijanje kuća, cesta, staklenika i drugih objekata. Na žalost, baltički je prostor znatno slabije razvijen. Glavni razlozi su nepostojanje tržišne (kapitalističke) ekonomije, tj. gospodarstva i dugotrajna izloženost socijalističkoj ekonomiji. No, nakon raspada socijalističkog gospodarstva pribaltičke zemlje su se vrlo brzo počele razvijati.

## Države sjeverne Europe
- Danska
- Estonija
- Finska
- Island
- Latvija
- Litva
- Norveška
- Švedska

## Zavisni teritoriji, autonomna područja sjeverne Europe
- Ålandski Otoci
- Farski Otoci
- Jan Mayen
- Svalbard

## Povezano
- Europa